# Tjeckiens herrlandslag i innebandy
Tjeckiens herrlandslag i innebandy (tjeckiska: Česká mužská florbalová reprezentace) representerar Tjeckien i innebandy på herrsidan, och spelade sin första landskamp den 18 februari 1994, som resulterade i förlust med 2–6 mot Schweiz, i Chur.
Tjeckien nådde sin största framgång i världsmästerskapet 2004 då de nådde final (men förlorade mot blivande världsmästarna Sverige), som hittills endast upprepats 2022, vilka var de hittills enda två gångerna Sverige mötte Finland i semifinal. Tjeckien har därutöver endast missat semifinal två gånger i rad 1998 och 2000 och en tredje gång 2012, och vunnit tre VM-brons av nio möjliga (varav en förlust mot Norge och övriga åtta med Schweiz som motståndare i matchen om tredjepris).